# Richard English
Richard Ludlow English (Belfast, 1963) és un historiador i politòleg nord-irlandès.
Fill d'un predicador metodista, va cursar estudis universitaris al Keble College d'Oxford i a la Universitat de Keele, on es va doctorar en Història. El 1990 va entrar al Departament de Ciències Polítiques de la Queen's University de Belfast, de la que es va convertir en professor el 1999. Entre el 2011 i el 2016 va ser professor de Política a l'Escola de Relacions Internacionals i director del Centre Handa per a l'Estudi del Terrorisme i la Violència Política (CSTPV), a la Universitat de Saint Andrews.
La majoria de les seves investigacions s'han centrat en el moviment republicà irlandès i, en particular, en la història de l'Exèrcit Republicà Irlandès (IRA). El seu primer llibre, Radicals and the Republic, Socialist Republicanism in the Irish Free State (1994), basat en la seva tesi doctoral, es referia a la història de la política republicana després de la Guerra civil irlandesa. El seu següent treball, Ernie O'Malley, IRA Intellectual (1998), va ser una biografia del veterà de l'IRA dels anys vint. El 2003 va repassar la història de l'IRA, especialment de l'IRA Provisional, a Armated Struggle. The History of the IRA. Aquest llibre va guanyar el premi de l'any de l'Associació d'Estudis Polítics i va ser seleccionat per al Premi Memorial Christopher Ewart-Biggs. Després d'això, English va escriure una història més àmplia del nacionalisme irlandès a Irish Freedom, The History of Nationalism in Ireland (2006), que va guanyar el Premi Memorial Ewart-Biggs el 2007. L'any 2016 va escriure Does Terrorism Work?, on analitza el terrorisme com a fenomen global.